# 8142 Zolotov
8142 Zolotov eller 1982 UR6 är en asteroid i huvudbältet som upptäcktes den 20 oktober 1982 av den rysk-sovjetiska astronomen Ljudmila Karatjkina vid Krims astrofysiska observatorium på Krim. Den är uppkallad efter den ryske manusförfattaren, kritikern och dokumentärfilmaren Andrej Zolotov.
Asteroiden har en diameter på ungefär fyra kilometer och tillhör asteroidgruppen Nysa.